# انوشیما

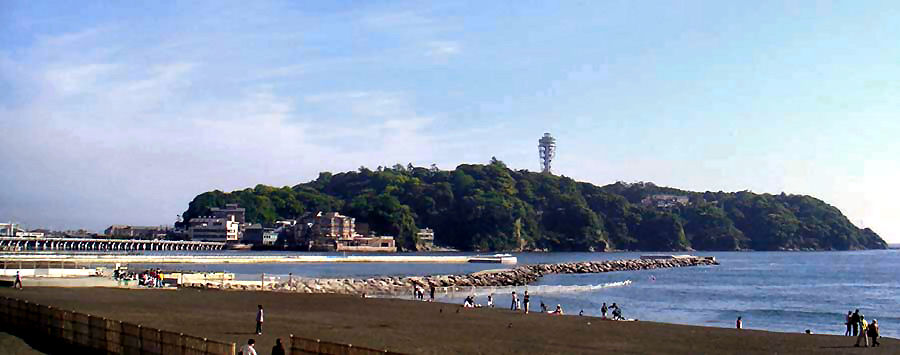
جزیره انوشیما

انوشیما (به ژاپنی: 江の島 Enoshima) یک جزیره کوچک با محیط ۴ کیلومتر، در دهانه رود کاتاسه که این رود بطرف خلیج ساگامی در استان کاناگاوا در ژاپن روان است. از نظر طور مدیریتی انوشیما بخشی از شهر فوجیساوا، کاناگاوا است.